# عندق ياباني
عندق ياباني (الاسم العلمي: Nemipterus japonicus) (بالإنجليزية: Japanese threadfin bream)‏ هو نوع من الأسماك يتبع جنس العندق من فصيلة العندقات.